# Ipofaringe

Localizzazione dell'ipofaringe (laringofaringe)

Nell'anatomia dell'apparato respiratorio, l'ipofaringe (o laringofaringe) è una porzione della faringe. Si tratta della porzione faringea che si trova più in profondità, includendo, tra le altre, le regioni di giunzione faringo-esofagea, il seno piriforme e la parete faringea posteriore.

## Anatomia
Si ritrova a livello della regione anatomica dell'epiglottide e prosegue con l'esofago. Anteriormente si ritrova lo sbocco della laringe. Più precisamente, l'ipofaringe è compresa topograficamente tra un piano orizzontale che passa per il margine superiore dell’osso ioide e l’estremità superiore dell’esofago che corrisponde al limite della sesta vertebra cervicale.

## Patologia
Fra le patologie a carico dell'ipofaringe si riscontrano le masse tumorali, generalmente a prognosi scarsa e con indici di sopravvivenza estremamente bassi.